# Avelal
Avelal ist eine Gemeinde (Freguesia) im portugiesischen Kreis Sátão. In ihr leben 489 Einwohner (Stand 19. April 2021).